# Kapela sv. Josipa u Hrvatskom Leskovcu
Kapela sv. Josipa katolička je kapela koja se nalazi u zagrebačkoj četvrti Novi Zagreb - zapad u naselju Hrvatski Leskovac. Izgrađena je 1980. godine te čini sastavni dio samostana sestara Karmelićanki Božanskog Srca Isusova. U listopadu 1980. godine bagoslovio ju je pomoćni biskup zagrebački Đuro Kokša.

## Povijest i arhitektura
Kapela je izgrađena po projektu arhitekta Đure Šajna. Radi se o kapeli dvoranskoga tipa s predvorjem i glavnom dvoranom za bogoslužje. U kapeli se nalazi i oratorij za sestre koji je povezan sa samostanom. Zgrada kapele nalazi se u prednjem dijelu samostanskoga kompleksa. Glavni ulaz je na bočnoj strani, a ispred ulaza je postavljena velika slika sv. Josipa s djetetom Isusom.
U predvorju kapele nalazi se kip Male Terezije, intarzija utemeljiteljice samostana bl. Marije Terezije od sv. Josipa koja je djelo Branka Šivaka iz 2008. godine, grb karmelskoga reda, te slike Gospe Karmelske i Srca Isusova koje su djelo slikarice Zlate Živković.
Unutrašnjost kapele završava svetištem koje je uzdignuto u odnosu na prostor vjernika. U sredini svetišta je mramorni oltar, ambon, drveni kip Blažene Djevice Marije i brončani kip bl. Marije Terezije od sv. Josipa. Kip sv. Josipa djelo je kipara Ivana Ivoša. Na začelnom se zidu nalazi velika slika sv. Josipa s djetetom Isusom na ramenima i djecom oko sebe. Oltarna slika je ulje na platnu, djelo akademskog slikara Josipa Lončara. Sliku je 1981. godine blagoslovio kardinal Franjo Kuharić. Do slike se nalaze raspelo i svetohranište.
U oratoriju je nekoliko slika svetaca karmelskoga reda, sv. Terezije Avilske, sv. Male Terezije i sv. Ivana od Križa. Slika sv. Ivana je djelo Alme Orlić.
Iznad ulaza u kapelu, s unutarnje strane, nalaze se slike hrvatskih svetaca i blaženika te bl. Marije Terezije od sv. Josipa. Na zidovima se nalaze i postaje križnoga puta koje su reljefi u drvenim okvirima.

## Galerija
- Kip u dvorištu
- Kip u dvorištu
- Unutrašnjost kapele